# Станислав Сак
Станислав Сак (ум. после 1433) — государственный деятель Великого княжества Литовского. Основатель рода Саковичей, при заключении Городельской унии 1413 года принял герб «Помян». В 1433 году был старостой дубинским.
Имел нескольких сыновей. Один из них, Олехно, был наместником бельским, кухмистром литовским в 1466 году. Другой, Андрей, был воеводой трокским с 1458 года
Вероятно, был близким родственником воеводе виленскому Яну Довгерду.